# Iya
L'Iya és un estratovolcà que es troba al sud de l'illa de Flores, Indonèsia. El cim s'alça fins als 637 msnm. La darrera erupció documentada va tenir lloc el 1969.